# Зама
Зама (јап. 座間市) град је у Јапану у префектури Канагава. Према попису становништва из 2005. у граду је живело 128.174 становника.

## Становништво
Према подацима са пописа, у граду је 2005. године живело 128.174 становника.
| 1995.   | 2000.   | 2005.   |
| ------- | ------- | ------- |
| 118.159 | 125.694 | 128.174 |